# AM3:00の恐怖
『AM3:00の恐怖』（ごぜんさんじのきょうふ）は、円谷プロダクションが制作した関東ローカルの深夜番組。1987年10月6日から1988年3月31日まで、毎週火曜日から木曜日の深夜3:00 - 3:05（番組編成によって変動あり）にかけて、全33話（全73回）がフジテレビで放送された。

## 概要
声優によるナレーションと止め絵、サウンドデザインなどの効果で構成される、怪談調のショートストーリー集。各エピソードは3回で完結するのが基本だが、時には1回あるいは2回で完結するもの、1回ごとに内容が変わる連作形式のものも制作された。
イラスト担当は当時の若手画家や絵本作家、さらには美術大学や専門学校の学生にも及ぶという意欲的な人選が行われた。止め絵は時にはイラストではなく、スチールコラージュや影絵、オブジェなどを使用するという実験的手法も試みられている。一部の回では演出もイラストを担当した学生らが兼任している。当時多摩美術大学2年生であった笠井正俊は、イラストについて特に指定や制限はなく自由に描いていたが、スケジュールはタイトであったと証言している。
撮影は円谷プロダクションの怪獣倉庫がある建物の一階で行われた。スタジオでの撮影ではなかったため、廊下を人が走ると揺れてしまったという。
2018年にはCS・テレ朝チャンネル2で放送された番組EXまにあっくす内で第2話「僕の影に…」と未放送回「雨宿り」が放送された。

## スタッフ
- 企画：石川泰平（フジテレビ）、円谷粲
- プロデューサー：濱田知彦
- テーマ曲：LOGIC SYSTEM「ジョルジュ・ナゲルマケールスの夢」
- オープニングナレーション（第9話まで）：家弓家正
- 制作：フジテレビ、円谷プロダクション

## 放送リスト
| 話数 | サブタイトル                                           | 放送日     | スタッフ                                                              | 声の出演                               |
| ---- | ------------------------------------------------------ | ---------- | --------------------------------------------------------------------- | -------------------------------------- |
| 1    | わが恋人のふるさと CHAPTER 1                           | 1987/10/6  | 脚本-上西研三郎 絵-今日進 演出-高野宏一                               | 森功至 鶴ひろみ                        |
| 1    | わが恋人のふるさと CHAPTER 2                           | 1987/10/7  | 脚本-上西研三郎 絵-今日進 演出-高野宏一                               | 森功至 鶴ひろみ                        |
| 1    | わが恋人のふるさと CHAPTER 3                           | 1987/10/8  | 脚本-上西研三郎 絵-今日進 演出-高野宏一                               | 森功至 鶴ひろみ                        |
| 2    | 僕の影に… CHAPTER 1                                    | 1987/10/13 | 脚本-岸間信明 絵-中武隆一 監督-高野宏一、濱田知彦                     | 神谷明                                 |
| 2    | 僕の影に… CHAPTER 2                                    | 1987/10/14 | 脚本-岸間信明 絵-中武隆一 監督-高野宏一、濱田知彦                     | 神谷明 山田栄子                        |
| 2    | 僕の影に… CHAPTER 3                                    | 1987/10/15 | 脚本-岸間信明 絵-中武隆一 監督-高野宏一、濱田知彦                     | 神谷明 山田栄子                        |
| 3    | 還らぬ航海 CHAPTER 1                                   | 1987/10/20 | 脚本-岸間信明 絵・演出-笠井正俊                                       | 屋良有作 鈴木れい子                    |
| 3    | 還らぬ航海 CHAPTER 2                                   | 1987/10/21 | 脚本-岸間信明 絵・演出-笠井正俊                                       | 屋良有作 鈴木れい子                    |
| 3    | 還らぬ航海 CHAPTER 3                                   | 1987/10/22 | 脚本-岸間信明 絵・演出-笠井正俊                                       | 屋良有作 鈴木れい子                    |
| 4    | 目撃者はそこにいる CHAPTER 1                           | 1987/10/27 | 脚本-麻尾るみ子 絵-貝沼俊之 演出-高野宏一                             | 難波圭一 鈴木砂織                      |
| 4    | 目撃者はそこにいる CHAPTER 2                           | 1987/10/28 | 脚本-麻尾るみ子 絵-貝沼俊之 演出-高野宏一                             | 難波圭一 鈴木砂織                      |
| 4    | 目撃者はそこにいる CHAPTER 3                           | 1987/10/29 | 脚本-麻尾るみ子 絵-貝沼俊之 演出-高野宏一                             | 難波圭一 鈴木砂織                      |
| 5    | 古城の怨霊 CHAPTER 1                                   | 1987/11/3  | 脚本-麻尾るみ子 絵・演出-横山さと子                                   | 松島みのり 荘真由美                    |
| 5    | 古城の怨霊 CHAPTER 2                                   | 1987/11/4  | 脚本-麻尾るみ子 絵・演出-横山さと子                                   | 松島みのり 荘真由美                    |
| 5    | 古城の怨霊 CHAPTER 3                                   | 1987/11/5  | 脚本-麻尾るみ子 絵・演出-横山さと子                                   | 松島みのり 荘真由美                    |
| 6    | UNDER PRESSURE CHAPTER 1                               | 1987/11/10 | 脚本・写真-渡辺亨 演出-濱田知彦                                       | 難波圭一 荘真由美 落合秀子（実写出演） |
| 6    | UNDER PRESSURE CHAPTER 2                               | 1987/11/11 | 脚本・写真-渡辺亨 演出-濱田知彦                                       | 難波圭一 荘真由美 落合秀子（実写出演） |
| 6    | UNDER PRESSURE CHAPTER 3                               | 1987/11/12 | 脚本・写真-渡辺亨 演出-濱田知彦                                       | 難波圭一 荘真由美 落合秀子（実写出演） |
| 7    | 紅い眼の小鳥 CHAPTER 1                                 | 1987/11/17 | 作・演出-貝沼としゆき                                                 | 鶴ひろみ 塩沢兼人                      |
| 7    | 紅い眼の小鳥 CHAPTER 2                                 | 1987/11/18 | 作・演出-貝沼としゆき                                                 | 鶴ひろみ 塩沢兼人                      |
| 7    | 紅い眼の小鳥 CHAPTER 3                                 | 1987/11/19 | 作・演出-貝沼としゆき                                                 | 鶴ひろみ 塩沢兼人                      |
| 8    | 狂乱都市 -TOKYO CHAPTER 1                              | 1987/11/24 | 脚本-上西研三郎 絵・演出-KURTIS G. FISH.                              | 森功至 頓宮恭子                        |
| 8    | 狂乱都市 -TOKYO CHAPTER 2                              | 1987/11/26 | 脚本-上西研三郎 絵・演出-KURTIS G. FISH.                              | 森功至 頓宮恭子                        |
| 9    | 亀の仕事 CHAPTER 1                                     | 1987/12/1  | 脚本-関谷和美 絵-横山さと子 演出-関谷和美、横山さと子                 | 池水通洋 佐藤正治                      |
| 9    | 亀の仕事 CHAPTER 2                                     | 1987/12/2  | 脚本-関谷和美 絵-横山さと子 演出-関谷和美、横山さと子                 | 池水通洋 佐藤正治                      |
| 9    | 亀の仕事 CHAPTER 3                                     | 1987/12/3  | 脚本-関谷和美 絵-横山さと子 演出-関谷和美、横山さと子                 | 池水通洋 佐藤正治                      |
| 10   | 3つの悪夢 赤い花の恋人                                 | 1987/12/8  | 脚本-貝沼としゆき 絵-張露尹 演出-貝沼としゆき                         | 森功至 山田栄子                        |
| 10   | 3つの悪夢 狼男爵と人魚姫                               | 1987/12/9  | 作・演出-貝沼としゆき                                                 | 森功至 山田栄子                        |
| 10   | 3つの悪夢 地下鉄                                       | 1987/12/20 | 脚本-貝沼としゆき 絵-張露尹 演出-貝沼としゆき                         | 森功至 山田栄子                        |
| 11   | 寄生虫 CHAPTER 1                                       | 1987/12/15 | 脚本-魚住たけし、笠井正俊 絵・演出-阿地部研一、笠井正俊               | 塩沢兼人 鶴ひろみ                      |
| 11   | 寄生虫 CHAPTER 2                                       | 1987/12/16 | 脚本-魚住たけし、笠井正俊 絵・演出-阿地部研一、笠井正俊               | 塩沢兼人 鶴ひろみ                      |
| 11   | 寄生虫 CHAPTER 3                                       | 1987/12/17 | 脚本-魚住たけし、笠井正俊 絵・演出-阿地部研一、笠井正俊               | 塩沢兼人 鶴ひろみ                      |
| 12   | はい、小暮です                                         | 1987/12/22 | 作・演出-横山さと子                                                   | 森功至 杉山佳寿子                      |
| 13   | カーブ                                                 | 1987/12/23 | 作・演出-笠井正俊                                                     | 森功至                                 |
| 14   | 死霊のクリスマス                                       | 1987/12/24 | 脚本-弓岡いつ子 スタッフ-阿地部研一、稲越友一、笠井正俊 演出-濱田知彦 | （出演者無し）                         |
| 15   | カノン                                                 | 1988/1/6   | 作・演出-KURTIS G. FISH.                                              | 森功至                                 |
| 16   | もうひとつの家路                                       | 1988/1/7   | 作・演出-KURTIS G. FISH.                                              | 森功至 杉山佳寿子                      |
| 17   | 特別な誕生日                                           | 1988/1/12  | 作・演出-横山さと子 ミュージックエフェクト-関谷和美                   | 森功至 杉山佳寿子                      |
| 18   | 嘘 I                                                   | 1987/1/13  | 脚本-牧瀬純奈 絵-菱沼ゆかり 演出-濱田知彦                             | 難波圭一 鶴ひろみ                      |
| 18   | 嘘 II                                                  | 1987/1/14  | 脚本-牧瀬純奈 絵-菱沼ゆかり 演出-濱田知彦                             | 難波圭一 鶴ひろみ                      |
| 19   | 奈落のオペラ CHAPTER 1                                 | 1988/1/19  | 脚本-弓岡いつ子 作品-岩田希美 演出-濱田知彦                           | 難波圭一 鶴ひろみ                      |
| 19   | 奈落のオペラ CHAPTER 2                                 | 1988/1/20  | 脚本-弓岡いつ子 作品-岩田希美 演出-濱田知彦                           | 難波圭一 鶴ひろみ                      |
| 19   | 奈落のオペラ CHAPTER 3                                 | 1988/10/21 | 脚本-弓岡いつ子 作品-岩田希美 演出-濱田知彦                           | 難波圭一 鶴ひろみ                      |
| 20   | メリーゴーラウンド I                                   | 1988/1/26  | 原案-張露尹 脚本-貝沼としゆき 絵-張露尹 演出-貝沼としゆき             | 難波圭一 鶴ひろみ                      |
| 20   | メリーゴーラウンド II                                  | 1988/1/27  | 作-菱沼ゆかり 演出-菱沼ゆかり、濱田知彦                               | 難波圭一 鶴ひろみ                      |
| 20   | メリーゴーラウンド III                                 | 1988/1/28  | 作・演出-貝沼としゆき                                                 | 難波圭一 鶴ひろみ                      |
| 21   | ホワイト・パーティー CHAPTER 1                         | 1988/2/2   | 脚本-弓岡いつ子 絵-横山さと子 演出-落合秀子                           | 松島みのり 池水通洋                    |
| 21   | ホワイト・パーティー CHAPTER 2                         | 1988/2/3   | 脚本-弓岡いつ子 絵-横山さと子 演出-落合秀子                           | 松島みのり 池水通洋                    |
| 21   | ホワイト・パーティー CHAPTER 3                         | 1988/2/4   | 脚本-弓岡いつ子 絵-横山さと子 演出-落合秀子                           | 松島みのり 池水通洋                    |
| 22   | 飲みすぎて                                             | 1988/2/9   | 脚本-稲葉正宏 絵-張露尹 演出-稲葉正宏                                 | 堀秀行                                 |
| 23   | 夢のペンダント I                                       | 1988/2/10  | 脚本-稲葉正宏 絵-張露尹 演出-稲葉正宏                                 | 堀秀行 山田栄子                        |
| 23   | 夢のペンダント II                                      | 1988/2/11  | 脚本-稲葉正宏 絵-張露尹 演出-稲葉正宏                                 | 堀秀行 山田栄子                        |
| 24   | 目                                                     | 1988/2/16  | 作・演出-西岡文彦                                                     | 松島みのり                             |
| 25   | 水肥り                                                 | 1988/2/17  | 作・演出-西岡文彦                                                     | 池水通洋                               |
| 26   | 赤い花                                                 | 1988/2/18  | 脚本-大塩由有子 絵-大西末義 演出-笠井正俊                             | 松島みのり                             |
| 27   | 彼女の二日間 CHAPTER 1                                 | 1988/2/23  | 脚本-大塩由有子 絵-大西末義 演出-笠井正俊                             | 川島千代子 小林通孝                    |
| 27   | 彼女の二日間 CHAPTER 2                                 | 1988/2/24  | 脚本-大塩由有子 絵-大西末義 演出-笠井正俊                             | 川島千代子 小林通孝                    |
| 27   | 彼女の二日間 CHAPTER 3                                 | 1988/2/25  | 脚本-大塩由有子 絵-大西末義 演出-笠井正俊                             | 川島千代子 小林通孝                    |
| 28   | 壁の絵 CHAPTER 1                                       | 1987/3/1   | 脚本-弓岡いつ子 絵-真木裕子、入江重俊 演出-入江重俊                   | 田中和実 三田ゆう子                    |
| 28   | 壁の絵 CHAPTER 2                                       | 1988/3/2   | 脚本-弓岡いつ子 絵-真木裕子、入江重俊 演出-入江重俊                   | 田中和実 三田ゆう子                    |
| 28   | 壁の絵 CHAPTER 3                                       | 1988/3/3   | 脚本-弓岡いつ子 絵-真木裕子、入江重俊 演出-入江重俊                   | 田中和実 三田ゆう子                    |
| 29   | サラリーマン殺し who killed the salaried man? ACT.1    | 1988/3/8   | 脚本-八手八郎 絵-菱沼ゆかり、張露尹、葉菁 演出-さがまさかず           | 難波圭一 荘真由美                      |
| 29   | サラリーマン殺し who killed the salaried man? ACT.2    | 1988/3/9   | 脚本-八手八郎 絵-菱沼ゆかり、張露尹、葉菁 演出-さがまさかず           | 難波圭一 荘真由美                      |
| 29   | サラリーマン殺し who killed the salaried man? LAST ACT | 1988/3/10  | 脚本-八手八郎 絵-菱沼ゆかり、張露尹、葉菁 演出-さがまさかず           | 難波圭一 荘真由美                      |
| 30   | コインロッカー                                         | 1988/3/15  | 脚本-牧瀬純奈 絵・演出-前之岡太志                                     | 塩屋翼 三田ゆう子                      |
| 31   | 雪女 CHAPTER 1                                         | 1988/3/16  | 脚本-弓岡いつ子 絵-真木裕子 演出-真木結城、入江重俊                   | 塩屋翼 三田ゆう子                      |
| 31   | 雪女 CHAPTER 2                                         | 1988/3/17  | 脚本-弓岡いつ子 絵-真木裕子 演出-真木結城、入江重俊                   | 塩屋翼 三田ゆう子                      |
| 32   | ワーカホリック I 健忘症                                | 1988/3/22  | 作・演出-西岡文彦                                                     | 鈴木富子 岸野幸正                      |
| 32   | ワーカホリック II 離魂症                               | 1988/3/23  | 作・演出-西岡文彦                                                     | 鈴木富子 岸野幸正                      |
| 32   | ワーカホリック III 偏頭痛                              | 未放送     | 作・演出-西岡文彦                                                     | 鈴木富子 岸野幸正                      |
| 33   | IN THE DARK CHAPTER 1                                  | 1988/3/29  | 脚本-藤井秀雪 撮影協力-株式会社七彩 演出-藤井秀雪                     | 原元泰治                               |
| 33   | IN THE DARK CHAPTER 2                                  | 1988/3/30  | 脚本-藤井秀雪 撮影協力-株式会社七彩 演出-藤井秀雪                     | 原元泰治                               |
| 33   | IN THE DARK CHAPTER 3                                  | 1988/3/31  | 脚本-藤井秀雪 撮影協力-株式会社七彩 演出-藤井秀雪                     | 原元泰治                               |
| 不明 | 雨宿り                                                 | 2018/3/10  | 作・絵・演出-牧瀬純奈                                                 | 難波圭一 鶴ひろみ                      |